# Engländerunglück

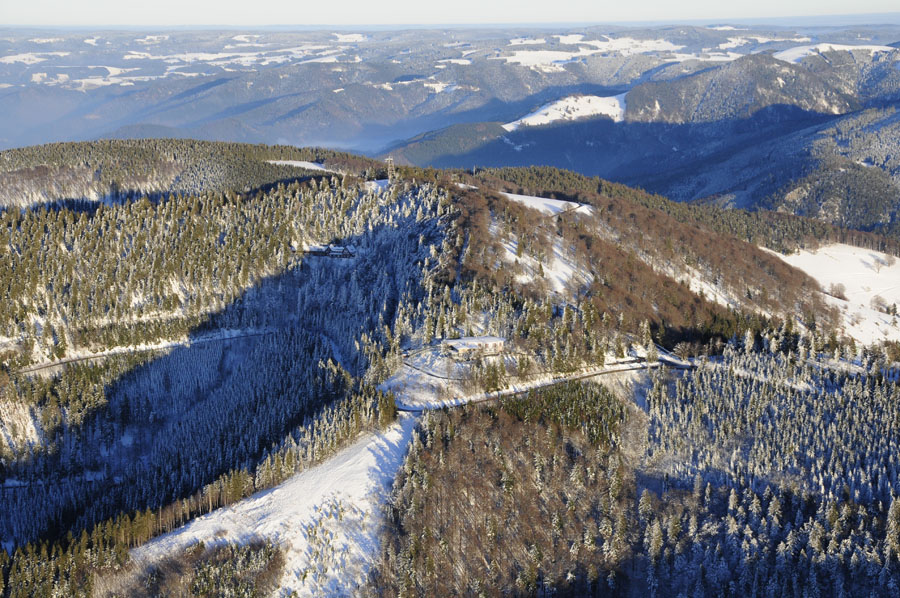
Der Schauinsland im Winter. Das Dorf Hofsgrund liegt weiter rechts außerhalb des Bildes.

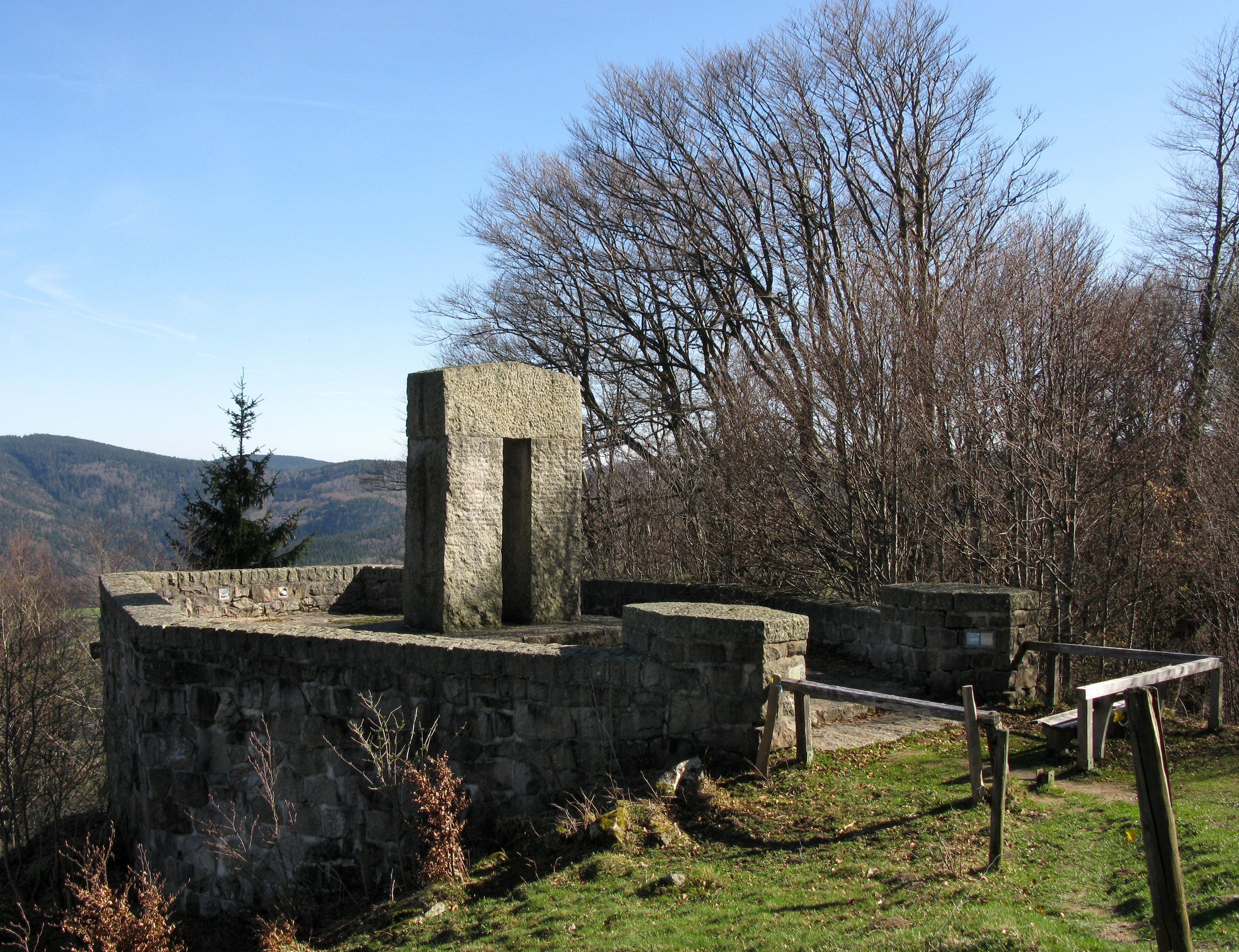
Das Engländerdenkmal am Schauinsland erinnert an das Geschehen, allerdings in einer politisch gefärbten Version.

Im sogenannten Engländerunglück geriet am 17. April 1936 eine Gruppe von 27 englischen Schülern am Schauinsland in Bergnot, nachdem sie trotz ungünstiger Wettervorhersage unter Leitung ihres Lehrers von Freiburg im Breisgau aus auf den Berg gewandert war. Auf dem Kamm verlor die Gruppe in einem Meter Neuschnee, Nebel und Schneesturm die Orientierung. Durch beherztes Handeln der Hofsgrunder Bevölkerung konnten die meisten der Schüler gerettet werden, fünf starben an Erschöpfung.
Das Verhalten der Gruppe wurde anschließend von der nationalsozialistischen Propaganda zur Heldentat umgedeutet und mit bedeutender Wirkung außenpolitisch gefeiert.

## Ablauf

### Vorhaben
Die Schüler aus der Strand School, einem Gymnasium im Süden Londons, hatten sich in den Osterferien zu einer zehntägigen Schwarzwaldreise zusammengefunden, zu der auch eine fünftägige Wanderung gehörte. Die Gruppe war am 16. April frühmorgens in Freiburg im Breisgau eingetroffen. Viele der Schüler hatten auf der nächtlichen Zugfahrt wenig Schlaf gefunden und waren übermüdet. Den 16. April hatten die Jungen zur freien Verfügung, die meisten spazierten durch die Stadt. Am 17. April begann die Wanderung, deren erste Tagesetappe über Schauinsland und Notschrei zur Jugendherberge Radschert in Todtnauberg führen sollte.
Die Gruppe bestand aus 27 Jungen im Alter von 12 bis 17 Jahren. Leiter und einziger erwachsener Betreuer war der bei den Schülern sehr beliebte Junglehrer Kenneth Keast (1908–1971), 27 Jahre alt, Lehrer für Englisch, Deutsch und Sport. Der älteste Schüler, der 17-jährige Douglas Mortifee, übte als prefect eine Assistentenfunktion aus. Die Fahrt war keine von der Schule organisierte Unternehmung, sondern von Keast über den Londoner Reisedienst School Travel Service privat angeboten worden. Der Schwarzwald war damals bereits das am besten erschlossene Wandergebiet Deutschlands und ein international beliebtes Reiseziel.
Die geplante Etappe von Freiburg nach Todtnauberg ist deutlich über 20 km lang und stellt mit dem Aufstieg zum Schauinsland von rund 1000 Höhenmetern auch unter günstigen Bedingungen eine anspruchsvolle Bergtour dar. Berichten zufolge war die Schülergruppe für das Unternehmen nicht angemessen ausgestattet: Trotz winterlicher Verhältnisse trugen die Jungen teilweise Sommerkleidung, leichte Schuhe, kurze Hosen, keine Kopfbedeckung. Statt der detaillierten Wanderkarten des Schwarzwaldvereins nutzte Keast nur eine vom School Travel Service gestellte Übersichtskarte im Maßstab 1:100.000, die zwar die markierten Wanderwege, aber keine Geländedetails zeigte. Als Proviant gab es zwei Brötchen und eine Orange für jeden.
Beim Aufbruch an der Jugendherberge um 9:00 Uhr schneite es, wie einer der Jungen, Ken Osborne, in seinem Tagebuch vermerkte. Anfangs freuten sich die Kinder darüber und unternahmen Schneeballschlachten, aber mit zunehmender Geländehöhe wurde der Schnee zu einem ernsthaften, kräftezehrenden Hindernis, zumal Keast einige Male den Weg verlor und zeitraubende Umwege ging.
| Uhrzeit | Wegpunkt                                                                                     |
| ------- | -------------------------------------------------------------------------------------------- |
| 09:00   | Abmarsch Jugendherberge Peterhof                                                             |
| 09:45   | Günterstal, erster Vorbeimarsch an St. Valentin, danach Irrweg bis fast nach Freiburg zurück |
| 11:30   | wieder an St. Valentin, Keast fragt allein nach dem Weg                                      |
| 12:30   | Kybfelsen, erneuter Irrweg                                                                   |
| 13:30   | Sohlacker                                                                                    |
| 15:00   | Kohlerhau, Treffen mit Forstarbeitern                                                        |
| 15:15   | seitlicher Abstieg ins obere Kappler Tal, Treffen mit Postmann Steiert                       |
| 16:00   | Tagesziel aufgegeben, aber Entscheidung zum weiteren Aufstieg. Erste Schüler erschöpft       |
| 18:00   | Gruppe erreicht Ostkamm, Orientierungsverlust. Vier Schüler müssen getragen werden           |
| 18:30   | Abendgeläut der Hofsgrunder Kirche                                                           |
| 20:00   | Die ersten Schüler erreichen Hofsgrund, Rettungsaktion beginnt                               |
| 23:30   | Alle Toten und Überlebenden geborgen                                                         |

### Warnungen
Mehrmals wurde Keast vor und während der Wanderung vor dem Wetter gewarnt, doch ließ er sich nicht von seinem Vorhaben abbringen.
- Am Vortag war er über drohendes Unwetter informiert worden und hatte geantwortet, Engländer seien schlimmeres Wetter gewohnt.
- Der in der Jugendherberge für den 17. April aushängende Wetterbericht ließ eindeutig einen Wetterumschwung erwarten.[G 1] Die Bergstation der 7 Jahre zuvor eröffneten Schauinslandbahn hatte morgens 3 °C, Nebel, Schneefall und etwa 12 cm Schneehöhe gemeldet, was Keast telefonisch hätte erfragen können.
- In der Jugendherberge äußerten Herbergsvater Hermann Reichert und Materialwart Carl Rockweiler, beides erfahrene Bergwanderer, gegenüber Keast ihre Bedenken und schärften ihm ein, auf keinen Fall die zugeschneiten Wanderwege zu benutzen, sondern ausschließlich die geräumte Fahrstraße[6] (die Keast aber schon in Günterstal verließ).
- Als Keast östlich Günterstal allein im Gasthof St. Valentin nach dem Weg fragte, riet auch dort die Wirtin von einer Wanderung auf den Schauinsland ab und wies darauf hin, dass alle Wege und Wegweiser zugeschneit seien. Er gab zurück, dann würde er den Schnee eben abwischen. Dass er eine Schülergruppe bei sich hatte, bemerkte die Wirtin erst beim Abmarsch.
- Gegen 15 Uhr an der Kohlerhau sprach Keast – nach seiner eigenen Aussage – mit zwei Forstarbeitern, die ihre Arbeit wegen des Unwetters eingestellt hatten. Er fragte nach dem Weg, sah aber keinen Grund, die Wanderung abzubrechen. Dieses Treffen wird im Bericht des Staatsanwalts nicht erwähnt.
- Kurz darauf begegnete die Gruppe im oberen Kappler Tal dem Postmann Otto Steiert, der vom nahen Bergwerkszechenheim kam (einem Wohnheim für Arbeiter der Grube Schauinsland). Steiert warnte eindringlich vor einem Aufstieg, wies auf den zunehmenden Schneefall hin und bot an, die Gruppe nach Kappel zu führen, was Keast ablehnte und sich stattdessen den weiteren Weg zum Schauinsland beschreiben ließ. Auch einen Aufenthalt im Zechenheim zog er nicht in Betracht.

### Schneesturm

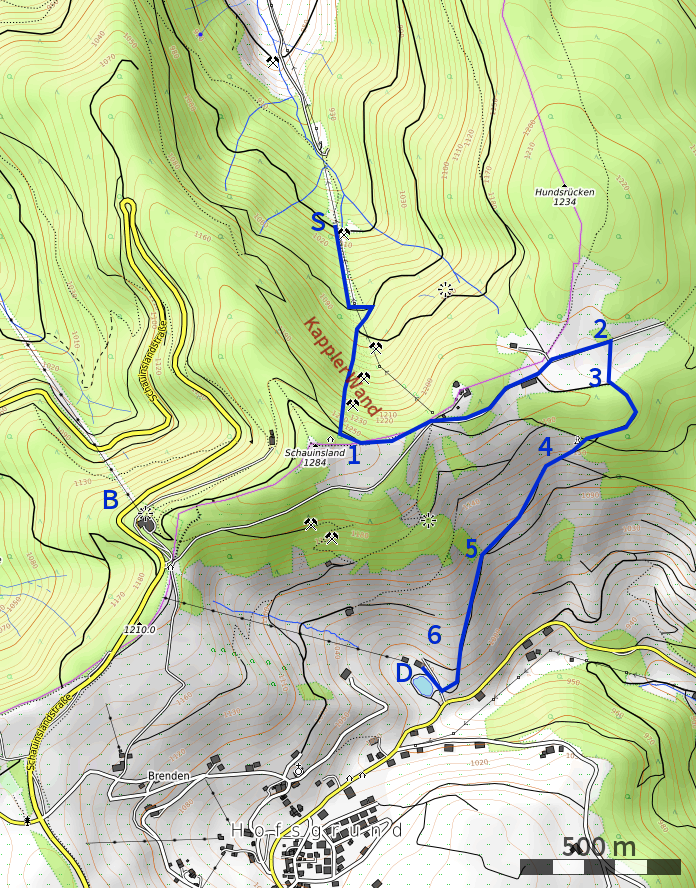
Möglicher Weg der Gruppe ab dem Treffen mit Steiert (S), rekonstruiert aus Zeugenaussagen und lokalen Nachforschungen

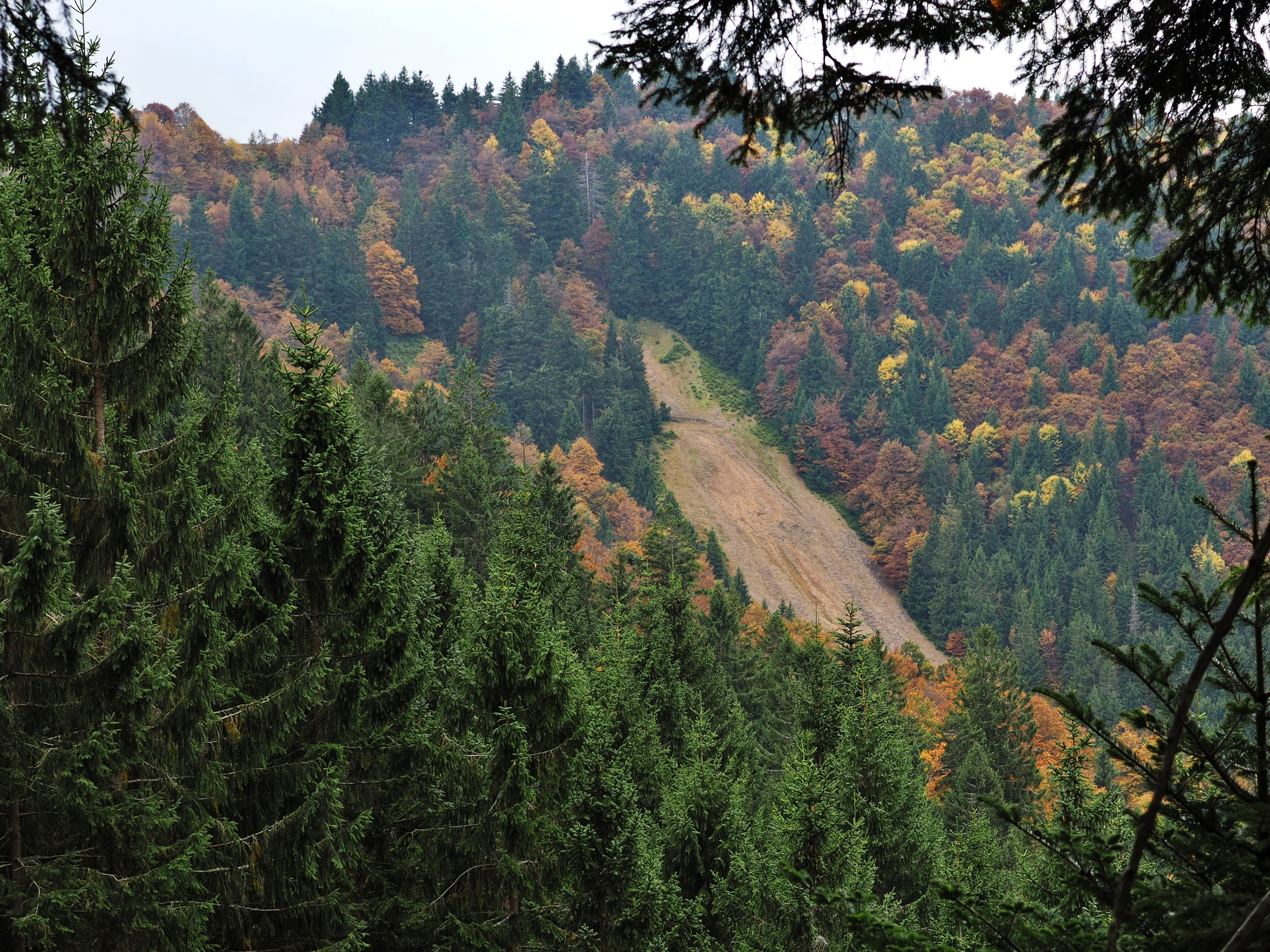
Steile Geröllhalde in der Kappler Wand, oben Mitte ist der Schauinsland-Gipfel

Im tiefer werdenden Schnee oberhalb des Kappler Tales kam die Gruppe nur noch schwer voran, zumal einige der schon beim Aufbruch nicht ausgeruhten Schüler nach über sechs Stunden Wandern am Ende ihrer Kräfte angelangt waren. Keast sah ein, dass der Zeitplan nicht mehr einzuhalten war – den Schauinslandgipfel, der noch vor ihnen lag, hatte er bereits vier Stunden zuvor erreichen wollen, dazu erforderte das Gehen im hüfthohen Schnee zeit- und kraftraubende Spurarbeit. Es ging nun vor allem darum, die Gruppe in Sicherheit zu bringen. Er kehrte jedoch nicht zum Zechenheim um, sondern zog es vor, den Schauinslandgipfel (wo er eine Schutzhütte zu finden hoffte) oder das dahinter liegende Dorf Hofsgrund als nächstgelegene Ansiedlung anzusteuern.
In Luftlinie ist es vom oberen Kappler Tal zum Gipfel etwa 1 km, nach Hofsgrund 2 km. Dabei hatte Keast jedoch das Gelände nicht einkalkuliert: Der Gipfel lag noch rund 300 Höhenmeter über ihnen, und auf dem direkten Weg dorthin musste zunächst die steilste Flanke des Berges überhaupt bewältigt werden, die Kappler Wand mit bis zu 70 Prozent Geländesteigung. Der anstrengende, obendrein noch querfeldein unternommene Aufstieg durch Tiefschnee bei Temperaturen um den Gefrierpunkt, Schneetreiben und starkem Wind ließ bald einige der Schüler zusammenbrechen. Keast, weiterhin überzeugt davon, der Weitermarsch nach Hofsgrund sei die sicherste Option, setzte den Aufstieg fort und ließ die Jungen fröhliche Lieder singen, um sie bei Laune zu halten. Diejenigen, die sich nicht mehr auf den Beinen halten konnten, wurden reihum getragen.
Als die Gruppe schließlich den Ostkamm des Schauinsland erreichte, verlor sie den Windschatten des Berges und war dem Schneesturm bei Minusgraden voll ausgesetzt. Von hier hätte man westwärts ohne weitere Schwierigkeiten zur Bergstation der Schauinslandbahn und damit in Sicherheit gelangen können, doch weil in Nebel und Sturm nichts zu sehen war, zog Keast es vor, die grobe Richtung nach Hofsgrund beizubehalten, wobei ihm wohl nicht bewusst war, dass das nochmals 250 Höhenmeter Abstieg über abschüssiges und zudem tief verschneites Gelände bedeutete. Schon bald verlor die Gruppe auf der südöstlichen Bergflanke die Orientierung, zumal auch das Tageslicht schwand, und lief, dem Sturm nachgebend, in östlicher Richtung, obwohl Hofsgrund südlich lag.

### Rettungsaktion

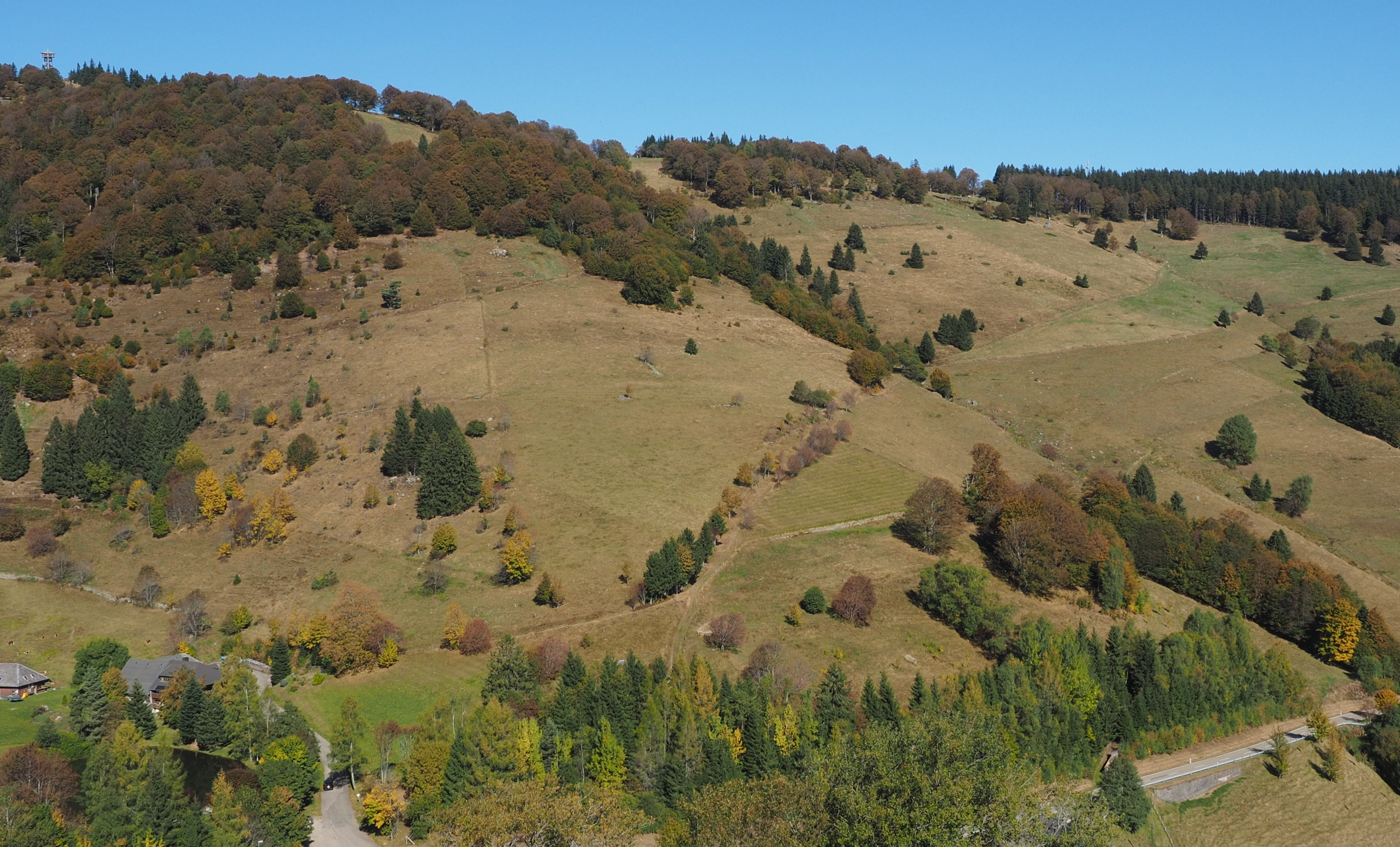
Auf diesem Hang spielte sich die letzte Meile des Dramas ab. Links oben ist der Eugen-Keidel-Turm auf dem Schauinsland-Gipfel, rechts oben am Waldrand steht das Kleine Engländerdenkmal (wahrscheinlich war die Gruppe etwa dort, als sie das Glockenläuten hörte), links unten ist der Dobelhof.

Gegen 18:30 Uhr drang das Abendläuten der Hofsgrunder Kirche durch den Sturm und zeigte die Richtung nach Hofsgrund an. Unterhalb einer Höhe von 1100 Meter bestand kein Nebel mehr, und die Lichter von Hofsgrund waren zu sehen.
Auf dem Weg dahin gelangten die ersten etwa um 20 Uhr am Dobelhof an. Auf ihre Meldung, es seien noch weitere draußen, wurde Alarm geschlagen, und alle in Hofsgrund verfügbaren Männer machten sich mit Skiern auf die Suche, da keine klaren Angaben über den Standort der restlichen Gruppe zu erhalten waren. Es war vollkommen dunkel, und der Schneesturm dauerte weiterhin an. Die aufgefundenen Schüler zu tragen erwies sich im frischen Tiefschnee als unmöglich, daher wurde ein Hornschlitten eingesetzt. Nach und nach gelangten 15 der Schüler aus eigener Kraft nach Hofsgrund, andere hielten bei Zusammengebrochenen Wache und machten durch Hilferufe auf sich aufmerksam, Keast selber harrte bei zwei bewusstlosen Schülern aus.
Ein Arzt, der in der Nähe Hofsgrunds Urlaub machte, nahm sich der Notfälle an. Die Jungen außer Lebensgefahr wurden von Helfern vorsichtig aufgewärmt und betreut. Kurz nach 22 Uhr wurde die Polizei in Kirchzarten per Telefon informiert und forderte ihrerseits Ambulanzen aus Freiburg an. Bis 23:30 Uhr waren alle Personen geborgen. Polizei und Ambulanzen trafen zusammen mit einem weiteren Arzt, Suchpersonal und einem Hund wegen der winterlichen Straßenverhältnisse erst nach 1 Uhr nachts in Hofsgrund ein.

### Todesopfer
- Francis Bourdillon (12 Jahre)
- Peter Ellercamp (13 Jahre)
- Stanley Lyons (13 Jahre)
- Jack Alexander Eaton (14 Jahre)
- Roy Witham (14 Jahre)

Die ersten vier konnten bereits in Hofsgrund nicht wiederbelebt werden. Um Roy Witham und einen weiteren Schüler stand es so kritisch, dass sie mit den nachts ausgerückten Ambulanzen in die Freiburger Universitätsklinik transportiert wurden, wo sie gegen 7 Uhr eintrafen. Witham starb dort zehn Minuten später, der andere erholte sich schnell.
Drei Schüler, darunter Eaton, wurden als letzte und auffallend weit oben gefunden, knapp unterhalb des Kammes. Da es unwahrscheinlich scheint, dass sie in ihrem Zustand aus eigener Kraft dorthin gelangten, liegt die Vermutung nahe, dass sie dort zurückblieben, als sich die Gruppe auflöste.

## Aufarbeitung
Keast bezeichnete von Anfang an gegenüber Presse und Behörden das Ereignis als unvorhersehbare Naturkatastrophe. Er habe bestes Frühlingswetter erwartet, das ja auch am Vortag noch bestanden habe, mit einem Wintereinbruch sei nicht zu rechnen gewesen. Sobald das Wetter sich verschlechtert habe, habe er sein Möglichstes getan, um die Gruppe in Sicherheit zu bringen. Bei der Untersuchung in England führte er an, die geplante Strecke gelte normalerweise als kurze Tagestour (was nicht zutrifft), und dass deutsche Stellen vom schlimmsten Schneesturm seit 40 Jahren sprächen. Das letzte ist zwar korrekt, falsch ist allerdings die Behauptung, der Sturm sei unerwartet gekommen – tatsächlich entsprach die Wetterentwicklung den gegebenen Vorhersagen.

### Deutschland
In Deutschland erkannten die Nationalsozialisten schnell die Gelegenheit, aus der Situation politisches Kapital zu schlagen. Die Olympischen Spiele in Berlin standen vor der Tür, und das Deutsche Reich wollte sich der Welt als starker, aber freundlicher und wohlwollender Staat zeigen. So übernahm die offizielle Darstellung Keasts These von einem unvorhersehbaren Unglück, das über die Gruppe hereingebrochen sei, und der heroischen Rettungstat ihres Lehrers. Der Rettungseinsatz aus Hofsgrund sowie sämtliche Anhaltspunkte, die ein Fehlverhalten seitens des Lehrers nahelegten, fielen dabei unter den Tisch (obwohl die Freiburger Staatsanwaltschaft zunächst diese Ermittlungsrichtung verfolgte). Die bereitwillige Entlastung Keasts war politisch motiviert: Vorwürfe an die englische Seite hätten die seit Hitlers Machtergreifung gespannten diplomatischen Beziehungen weiter strapazieren können, das war von keiner Seite gewollt. So konnte sich Deutschland außenpolitisch als großzügiger Helfer in der Not darstellen. Keast kam dieser Trend sehr gelegen, und auch die britische Regierung war erfreut darüber, dass die Deutschen nicht dem englischen Lehrer die Schuld gaben.
Die geretteten Schüler wurden am Samstag nach Freiburg gebracht, wo die Hitlerjugend für sie ein ablenkendes Freizeitprogramm organisierte. Erst am Sonntag erfuhren die meisten vom Tod einiger ihrer Mitschüler. Auch die Rückfahrt der Überlebenden nach England sowie die Überführung der Toten mit geradezu militärischen Ehren und einem persönlichen Kranz Adolf Hitlers übernahm das Deutsche Reich.
Vorher wurde aus dem Schicksal der tödlich Verunglückten ein wahrer Totenkult medienwirksam inszeniert. So wurde ein Pressefoto, auf dem Angehörige der Hitlerjugend „Ehrenwache“ an den Särgen der „gefallenen Helden und Bergkameraden“ halten, auch in etlichen englischen Tageszeitungen abgedruckt. Die verunglückten Schüler wurden in den folgenden Jahren von der Hitlerjugend als „gefallene Bergkameraden“ verehrt, die im Kampf für Frieden und Völkerverständigung ihr Leben gelassen hatten.
Mit der Uraufführung am 19. Juni 2021, ursprünglich geplant für den 19. April 2021, den 85. Jahrestag des Unglücks, zeigte das Theater Freiburg im Rahmen des 900-jährigen Stadtjubiläums unter dem Titel Schauinsland. The misfortune of the English ein Musiktheater-Auftragswerk.

### England
In England wurde das Geschehen intern zunächst durchaus kritisch betrachtet. Die Schulleitung musste sich fragen lassen, wieso eine Gruppe dieser Größe im Ausland nur von einem einzigen Erwachsenen begleitet wurde. Bei der Beurteilung von Keasts Verhalten ist zu bedenken, dass der Schulsport in der damaligen Zeit andere Ideale verfolgte als heute, und um die angestrebte Abhärtung und Stählung des Körpers zu erreichen, war es durchaus allgemein akzeptiert und üblich, junge Menschen bis zur Erschöpfung zu fordern. Dennoch wäre Keast vorzuwerfen, nicht rechtzeitig erkannt zu haben, dass die sportliche Herausforderung für einige seiner Schüler in eine Notsituation umgeschlagen war, und dass er später die Gruppe nicht zusammengehalten und sich nicht ausreichend um die Betreuung der Entkräfteten gekümmert hatte – ganz abgesehen von der allgemein unzureichenden Vorbereitung und Durchführung des Unternehmens.
Als Konsequenz des Vorfalls wurde zwar eine kurz darauf geplante Schülerfahrt nach Österreich unter Keasts Leitung abgesagt, letztlich wurden aber alle Vorwürfe gegen ihn fallengelassen. Er blieb im Schuldienst tätig und starb 1971.
Einer der geretteten Jungen, Stanley C. Few, trat später der britischen Armee bei, teilte jedoch seinen Vorgesetzten mit, man könne nicht von ihm erwarten, gegen Deutsche zu kämpfen, weil er Deutschen sein Leben verdanke. Er wurde in Asien eingesetzt.

#### Protest von Jack Eaton
Jack Eaton, der Vater des umgekommenen Jack Alexander Eaton, schenkte der offiziellen Darstellung keinen Glauben. Er reiste nach dem Unglück mehrmals nach Freiburg, wanderte die Strecke nach, befragte Zeugen, rekonstruierte das Geschehen und fand Bestätigungen für seinen Verdacht. In einem schriftlichen Protokoll, das er als Aufruf, Keast vor Gericht zu stellen, öffentlich verteilte, fasste er seine Erkundungen zusammen und warf Keast vor, die Schülergruppe aus Ehrgeiz und Leichtsinn in die ausweglose Situation gebracht und aus Arroganz gegenüber den Deutschen jeden Rat ignoriert zu haben, solange noch Zeit war. Doch seine (nach heutigem Wissensstand im Wesentlichen zutreffenden) Äußerungen waren politisch unerwünscht und fanden wenig Gehör, zumal sie auch Reiseveranstalter und Schulleitung mit belasteten. Enttäuscht davon überschritt Eaton schließlich die Grenzen des Erlaubten, indem er Keast öffentlich als „Mörder“ seines Sohnes brandmarkte und ihm unausgesetzt nachstellte. Er starb Anfang der 1960er Jahre. Die Eltern der anderen Todesopfer schlossen sich Eatons Protesten nicht an.

### Wiederentdeckung
Außerhalb der Schauinsland-Region geriet die Geschichte in Vergessenheit, bis der Freiburger Lehrer und Hobby-Historiker Bernd Hainmüller Anfang des 21. Jahrhunderts beim Studium von Aufzeichnungen der Freiburger Hitlerjugend darauf stieß. Da die dortige Darstellung offensichtlich politisch konstruiert war, machte er sich an die Arbeit, aus einzelnen Aufzeichnungen und mündlichen Überlieferungen die Abläufe zu rekonstruieren, und präsentierte seine Ergebnisse am 17. April 2016 in Hofsgrund, wonach die überlieferte Interpretation als tragisches, unverschuldetes Unglück nicht mehr haltbar ist und sich stattdessen Jack Eatons ungehörte Vorwürfe einer dilettantischen Vorbereitung und unverantwortlichen Durchführung der Wanderung bestätigen. Das Erstaunen darüber, dass es eine so unzureichend ausgerüstete Schülergruppe unter den Umständen überhaupt bis auf den Schauinsland geschafft hatte, ist in Hofsgrund noch in Erinnerung.
Unklar ist der auch von Hainmüller wiederholt angesprochene Aspekt, was genau auf der „letzten Meile“ geschah, zwischen dem Vernehmen der Glocken und dem Dobelhof. Laut Zeugenaussagen wurden Grüppchen von Zusammengebrochenen mit je einem älteren Schüler als Wache aufgefunden. Da es aber wenig Sinn hat, Erschöpfte mit einem Wächter im Schnee liegen zu lassen, statt sie in der Gruppe zum rettenden Haus zu schleppen, spricht laut Hainmüller vieles dafür, dass Keast bis dahin die Kontrolle über die Gruppe vollkommen verloren hatte und diese sich in einzelne Trupps auflöste, die sich jeweils auf eigene Faust in Sicherheit brachten, wobei die Erschöpften zurückblieben. Auch eine der 21 Fragen des Eaton-Papiers bezieht sich darauf, welche der Schüler sich als „wahre Engländer“ erwiesen und Schwächeren in der Not geholfen hätten. Gesichert ist, dass es geheime Absprachen zwischen Keast, der Schulleitung und den Überlebenden gegeben hat. Über den Inhalt dieser Treffen ist auch nach Keasts Tod nichts bekannt geworden.
Bei Hainmüllers Vortrag waren auch zwei Töchter des überlebenden, Tagebuch führenden Schülers Kenneth Osborne anwesend und berichteten, ihr Vater habe zwar nicht oft über die Tour gesprochen, aber die Freundlichkeit und Hilfsbereitschaft der Hofsgrunder sei ihm sein ganzes Leben im Gedächtnis geblieben. Mit 12 Jahren damals einer der Jüngsten, habe er möglicherweise nur deshalb überlebt, weil er einen geliehenen Regenumhang dabei hatte, der ihn vor dem Wind schützte. Er habe sein Leben lang ein kleines Gussmodell einer Kirche in Ehren gehalten, das die Töchter erst bei ihrem Besuch als Abbild des Freiburger Münsters identifizierten. Osborne legte in der folgenden Zeit ein umfangreiches Archiv aller für ihn erreichbaren britischen Zeitungsmeldungen über das Unglück an, das Bernd Hainmüller in Kopie vorliegt.
Die britische Korrespondentin Kate Connolly veröffentlichte am 6. Juli 2016 in der britischen Tageszeitung The Guardian einen ausführlichen, Hainmüllers Erkenntnisse widerspiegelnden Artikel. In den Leserkommentaren auf der Website äußern andere ehemalige Schüler der Strand School betroffen, von dem Ereignis bis dahin noch nie etwas gehört zu haben. Nichts in der Schule erinnere daran.
Bernd Hainmüller wurde für seine Dokumentation mit dem mit 2500 Euro dotierten Landespreis für Heimatforschung 2021 ausgezeichnet. Das Preisgeld will Hainmüller für die Übersetzung der Dokumentation ins Englische investieren.

## Denkmäler

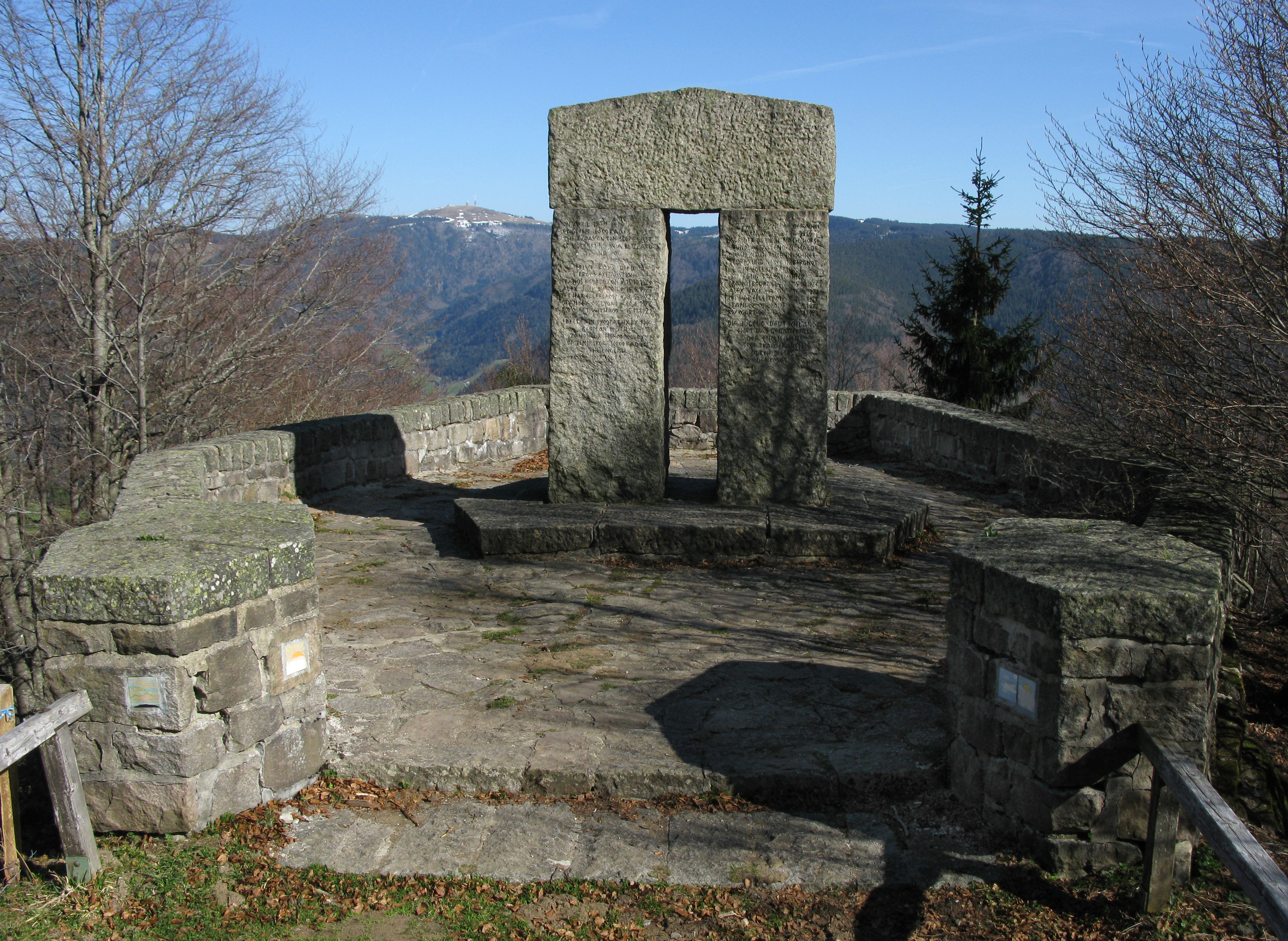
Offizielles Engländerdenkmal
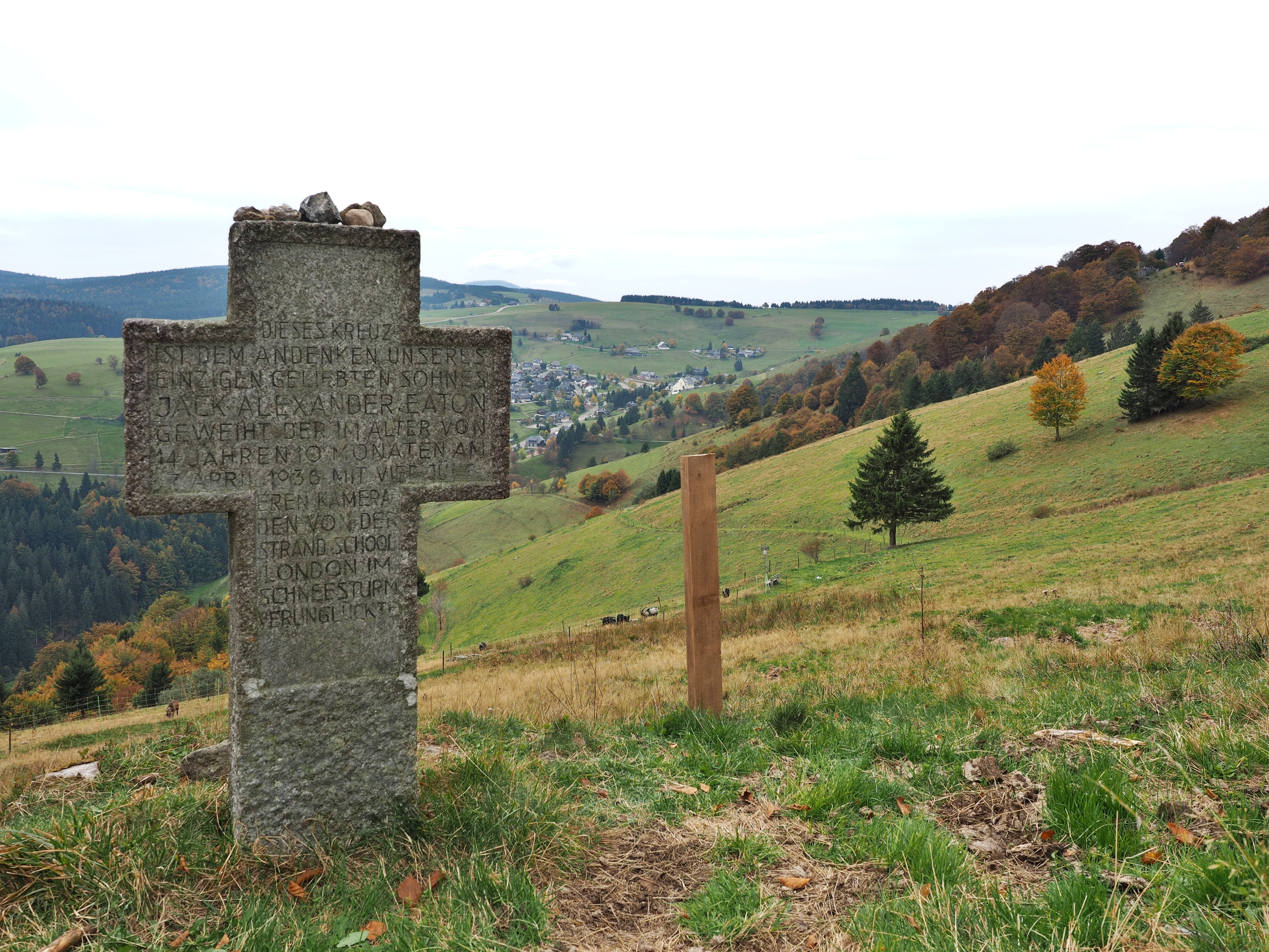
„Kleines Engländerdenkmal“, dahinter Hofsgrund; rechts oben in der Waldlücke steht das „große“ Denkmal
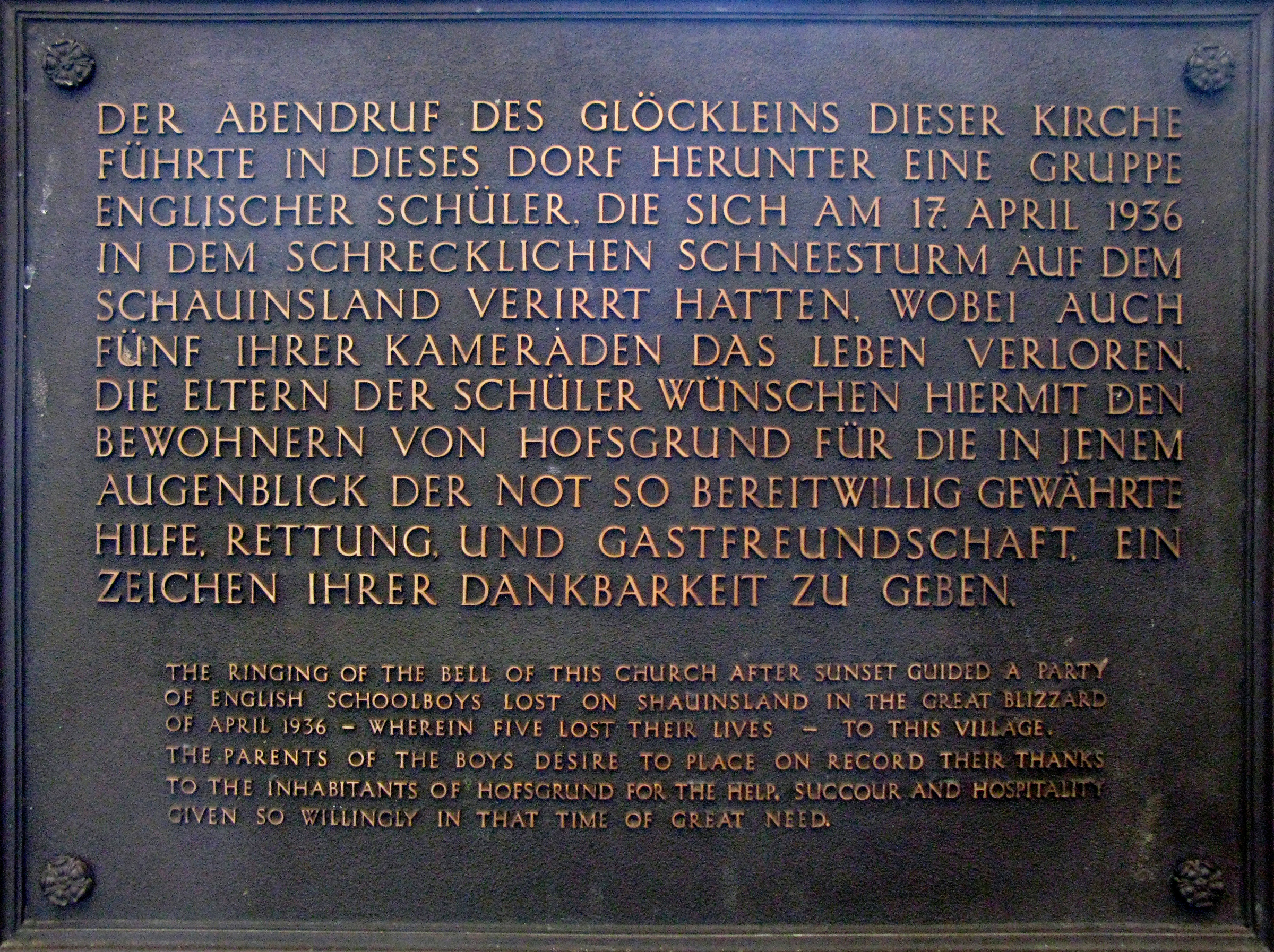
Gedenktafel in der Kirche

An den beiden Denkmälern am Hang wurden am 30. September 2017 Informationstafeln mit einem kurzen Abriss des Geschehens sowie der jeweiligen geschichtlichen Bedeutung der Örtlichkeit angebracht.

### Engländerdenkmal
Das pompöse Engländerdenkmal an prominenter Stelle wurde von Hermann Alker im Auftrag von Baldur von Schirach und der Hitlerjugend gestaltet und sollte am 12. Oktober 1938 eingeweiht werden (dieses Ereignis fiel jedoch aus politischen Gründen aus). Auf einer von einer Mauer umgebenen sechseckigen Plattform steht ein massives Tor aus zwei Pfeilern und einem Querbalken. Die Pfeiler tragen, links englisch und rechts deutsch, eine Darstellung des Unglücks, wobei vom Hofsgrunder Rettungseinsatz keine Rede ist, sowie die Namen und Geburtsdaten der fünf verstorbenen Schüler. Der englische Text bezeichnet die Verunglückten außerdem unzutreffend als „English Boyscouts“, also Pfadfinder. Der Querbalken zeigte ursprünglich Reichsadler und Hakenkreuz, die später entfernt wurden.

### Kleines Engländerdenkmal
Als „Kleines Engländerdenkmal“ oder „Eaton-Kreuz“ wird das steinerne, etwa 1 Meter hohe Gedenkkreuz bezeichnet, das der Vater von Jack Alexander Eaton im Mai 1937 nahe der Stelle aufstellen ließ, an der sein Sohn tot aufgefunden wurde. Es trägt auf der Hangseite eine deutsche und auf der Talseite eine inhaltlich entsprechende englische Inschrift. Mit der Aufstellung wollte Eaton seinen Protest gegenüber der offiziellen, den Lehrer von jeder Mitschuld entlastenden Darstellung des Geschehens ausdrücken. Er wollte den englischen Text mit einem Satz enden lassen, der in deutscher Übersetzung sinngemäß lautet: „Ihr Lehrer versagte in der Stunde der Bewährung“, doch wurde ihm das verwehrt, da es der offiziellen Version des Geschehens widersprach. Der freie Raum auf dem Kreuz unter dem englischen Text ist deutlich sichtbar.

### Gedenktafel
Im Eingangsbereich der Hofsgrunder Kirche, deren Geläut zur Rettung führte, ließen die Eltern der geretteten Schüler eine Gedenktafel anbringen, auf der – als einzigem der Denkmäler – der Hofsgrunder Einwohnerschaft Dank für die selbstlos geleistete Hilfe ausgesprochen wird.

## Rezeption
Die britische Dramatikerin Pamela Carter schrieb im Auftrag des Freiburger Theaters aus dem historischen Stoff ein Stück. Das Theaterkollektiv Kommando Himmelfahrt brachte das Musiktheaterstück Schauinsland – The Misfortune of the English ab 19. Juni 2021 auf die Bühne des Großen Hauses.

## Belegzitate aus dem Bericht imGuardian
1. ↑  The weather map for 17 April that hung in the hostel gave clear indication that conditions were going to turn.
2. ↑  The first boy to collapse was Jack Alexander Eaton, the school’s 14-year-old boxing champion. He was given an orange and a piece of cake and told to “buck up” – übersetzt: „Als erster klappte Jack Alexander Eaton zusammen, der 14-jährige Schulmeister im Boxen. Er bekam eine Kleinigkeit zu essen und wurde angewiesen, die Zähne zusammenzubeißen.“
3. ↑  Benutzer Polygruff schreibt: At no time was I aware of this tragic story from the schools past. I might be wrong but I do not remember it ever being mentioned or a plaque of remembrance to the terrible events of 1937 being anywhere on the school premises. It was a profound shock to read about it today. I have contacted a couple of Old Strandians and sent them the story but they too have no recollection of it ever being mentioned during their time at school. It is as if it has been wilfully expunged from the schools 'proud' history. Übersetzt: „Zu keinem Zeitpunkt war mir dieses tragische Ereignis in der Geschichte der Schule bewusst. Vielleicht irre ich mich, aber ich wüsste nicht, dass es jemals erwähnt worden wäre, oder dass auch nur eine Gedenktafel an das schreckliche Geschehen von 1937 erinnert hätte. Es hat mich zutiefst erschüttert, dies heute zu lesen. Ich habe einige andere ehemalige Schüler darauf angesprochen, aber auch sie konnten sich nicht daran erinnern, dass davon jemals die Rede gewesen wäre. Es scheint, als sei diese Episode absichtlich aus der ‚stolzen‘ Tradition der Schule getilgt worden.“

## Sonstige Einzelnachweise
1. ↑  Bernd Hainmüller: „Engländerunglück“ am Schauinsland 17. April 1936. Eine Dokumentation, April 2016. Ab S. 32
2. ↑  nach den Recherchen des Freiburger Lokalhistorikers Bernd Hainmüller
3. ↑  FamilySearch.org. Abgerufen am 16. Juni 2024.
4. ↑  BRouter von Arndt Brenschede gibt als kürzestmögliche Strecke 22,1 km, als kürzeste Wanderstrecke 23,7 km und für die wahrscheinlich empfohlene Strecke über Horben und Gießhübel 25,7 km aus.
5. ↑  Der Schauinslandgipfel liegt in 1284 m Höhe, die Jugendherberge Peterhof auf etwa 280 m.
6. ↑  Damit ist wahrscheinlich nicht die Passstraße zur Bergstation gemeint, die infolge ihrer vielen Serpentinen die Wanderstrecke wesentlich verlängert hätte, sondern der relativ einfache westliche Anstieg über Horben, Eduardshöhe und Gießhübel, der auch größtenteils auf festen Fahrstraßen und immer in der Nähe von Gehöften verläuft
7. ↑  nach einer Kartenskizze im Besitz von Bernd Hainmüller
8. ↑  Der Schauinsland-Ostgrat liegt um 1250 m Höhe, der Dobelhof in Hofsgrund auf etwa 1000 Meter.
9. ↑  Zuerst sprachen sie englisch und wurden nicht verstanden, dann klaubten sie ihr Deutsch zusammen und sagten: „Zwei Mann krank am Berg“, womit sie vermutlich die Entkräfteten meinten.
10. 1 2  laut Protokoll von Hauptwachtmeister Malter, Polizeiposten Kirchzarten
11. 1 2  Bernd Hainmüller: 17. April 1936: Wanderung in den Tod am Schauinsland. In: hainmueller.de.
12. ↑  Wörtlich sprach er von einem „act of God“: ein juristischer Begriff für ein Schadensereignis, für das niemand verantwortlich gemacht werden kann, eine Form von Höherer Gewalt.
13. ↑  Eine Meldung des „Manchester Guardian“ vom 22. April (S. 14 rechts oben) zitiert Douglas Mortifee dahingehend, dass Keast es den drei ältesten Schülern schon am Samstagmorgen mitgeteilt hatte und sie gemeinsam beschlossen hatten, es den Jüngeren erst am Sonntag in Freiburg zu sagen. Das deckt sich mit dem Tagebuch von Ken Osborne, das Bernd Hainmüller im Original vorliegt: „Sunday. We were told this morning the tragic news of the death of our comrades, and had a service in their memory at 11·00.“
14. ↑  abgedruckt in der Dokumentation Bernd Hainmüllers
15. ↑  Bernd Hainmüller: „Engländerunglück“ am Schauinsland 17. April 1936. Eine Dokumentation, April 2016. S. 37: Spätestens zu diesem Zeitpunkt [Hitlers Geburtstag am 20. April] waren die Überlebenden Teil der inszenierten Kampagne, die sich noch steigerte, indem man die Toten zu „Gefallenen für die Völkerfreundschaft“ verklärte: „Sie fielen im Kampf für ein offenes, ehrliches und anständiges Verhalten der Völker untereinander“ so die entsprechende Mitteilung des Reichsjugendpressedienstes.
16. ↑  Musiktheater. (PDF) In: Vorschau Spielzeit 20/21. Theater Freiburg, abgerufen am 20. Juni 2021.
17. ↑  Gabi Krings: Musiktheater zum „Engländerunglück“ am Schauinsland. In: SWR aktuell. SWR, 18. Juni 2021, archiviert vom Original am 24. Juni 2021; abgerufen am 20. Juni 2021.
18. ↑  in deutscher Übersetzung enthalten im Anhang der Dokumentation von Dr. Bernd Hainmüller
19. ↑  Gabriele Fässler: Matthias Maier und Bernd Hainmüller haben Ereignissen im Nationalsozialismus nachgespürt. Badische Zeitung, 20. November 2021, abgerufen am 20. November 2021.
20. ↑  Tourbeschreibung (Memento vom 2. September 2016 im Internet Archive) auf tourismus-bw.de, abgerufen am 2. September 2016: Errichtet wurde es von dem Vater des Jungen, der wegen der ungeklärten Schuldfrage an dem Unglück ein eigenes Denkmal für seinen Sohn setzen wollte. Ein konkreter Hinweis auf den Grund dafür als Inschrift wurde ihm aber verwehrt.
21. ↑  Frank Zimmermann: Kältetod am Schauinsland. Badische Zeitung, 17. Juni 2021, abgerufen am 17. Juni 2021.